# Alekszandrovszk-Szahalinszkij
Alekszandrovszk-Szahalinszkij (oroszul: Алексáндровск-Сахали́нский) város Oroszország Szahalini területén, az Alekszandrovszk-szahalinszkiji járás székhelye. A Tatár-szoros partján, a Nyugat-szahalini-hegység lábánál fekszik.

## Történet
A település nevét először 1862-ben említik Alekszandrovszkaja néven. 1869-ben egy mezőgazdasági farmot hoztak létre, így később faluvá vált Alekszandrovka néven. A japánok abban az időben Otcsisi néven ismerték.
1881-ben katonai beosztást alakítottak ki, és a település Alekszandrovszkij poszt ('őrség, helyőrség') néven vált ismertté. A felügyeleti központ kezelésére itt is kényszermunka-telepet, ún. katorgát hoztak létre. A katorga az egész szigeten az októberi forradalomig fennmaradt. Anton Pavlovics Csehov rövid ideig itt élt és készített felmérést 1890-ben, tapasztalatait többek között a Szahalin-sziget című könyvében írta meg.
1905-ben, az orosz–japán háborúban japán csapatok foglalták el, de csak a sziget déli fele került uralmuk alá a béke értelmében.
A település városi jogot Alekszandrovszkij néven kapott 1917-ben. Az oroszországi polgárháború idején, 1918 és 1920 között Alekszandr Vasziljevics Kolcsak irányította a várost, mely a japán megszállás alatt, 1920-tól 1925-ig  Akó (亜港) néven volt ismert.
1926-ban átnevezték a ma is használatos Alekszandrovszk-Szahalinszkijre, hogy megkülönböztessék a többi Alekszandrovszk nevű településtől.
Alekszandrovszk-Szahalinszkij a Szahalini terület fővárosa volt 1932 és 1947 között. Ismert még a szénbányászatról is.

## Közigazgatási és városi státusz
A város alsóbbrendű, illetve az Alekszandrovszk-szahalinszkiji járás székhelyéül szolgál. Mint városi körzet, és a másik tizenhárom település egy kerületet alkotnak, amelyek együttes neve Alekszandrovszk-szahalinszkiji városi körzet.

## Gazdaság és infrastruktúra
Alekszandrovszk-Szahalinszkij gazdasága elsősorban a kikötőjén alapul, illetve a legrégebbi és legfontosabb feketekőszénbányászat.

## Lakossága
| Év   | Lakosságszám |
| ---- | ------------ |
| 1897 | 3860         |
| 1925 | 8100         |
| 1926 | 2748         |
| 1931 | 8100         |
| 1935 | 24 900       |
| 1939 | 24 905       |
| 1959 | 22 206       |
| 1967 | 21 000       |
| 1970 | 20 342       |
| 1979 | 19 158       |
| 1989 | 19 166       |
| 1992 | 19 400       |
| 1996 | 18 000       |
| 1998 | 16 800       |
| 2000 | 15 800       |
| 2001 | 15 500       |
| 2002 | 12 826       |
| 2003 | 12 800       |
| 2005 | 12 200       |
| 2006 | 11 900       |
| 2007 | 11 600       |
| 2008 | 11 400       |
| 2009 | 11 168       |
| 2010 | 10 613       |
| 2011 | 10 543       |
| 2012 | 10 327       |
| 2013 | 9984         |
| 2014 | 9737         |
| 2015 | 9720         |

## Fordítás
- Ez a szócikk részben vagy egészben  az   Alexandrovsk-Sakhalinsky (town) című angol Wikipédia-szócikk fordításán alapul.  Az eredeti cikk szerkesztőit annak laptörténete sorolja fel. Ez a jelzés csupán a megfogalmazás eredetét és a szerzői jogokat jelzi, nem szolgál a cikkben szereplő információk forrásmegjelöléseként.

1. ↑  Численность постоянного населения Российской Федерации по муниципальным образованиям на 1 января 2023 года